# مارکوس گابریل
مارکوس گابریل (انگلیسی: Marquinhos Gabriel؛ زادهٔ ۲۱ ژوئیهٔ ۱۹۹۰) بازیکن فوتبال اهل برزیل است.
از باشگاه‌هایی که در آن بازی کرده‌است می‌توان به باشگاه فوتبال کورینتیانس، باشگاه فوتبال باهیا، باشگاه ورزشی اینترناسیونال، باشگاه فوتبال سانتوس، باشگاه فوتبال النصر عربستان سعودی، و باشگاه فوتبال پالمیراس اشاره کرد.